# Quận Bắc (Hồng Kông)
Bắc khu (giản thể: 北区; phồn thể: 北區; bính âm: Běi Qū; Việt bính: bak1keoi1}}) là quận cực bắc trong tổng số 18 quận của Hồng Kông. Quận nằm ở cực bắc của Tân Giới. Khu đô thị mới Phấn Lĩnh-Thượng Thủy nằm tại quận này. Năm 2001, quận có dân số là 298.657 người. Đây là quận có mật độ dân số thấp thứ hai tại Hồng Kông, sau Li Đảo. Quận có ranh giới với thành phố Thâm Quyến tại Trung Quốc đại lục qua sông Thâm Quyến. Hầu hết các hoạt động bằng đường bộ giữa hai bên đều đi qua quận này. Quận Bắc có diện tích 168 km².
Theo điều tra, 70% dân số của quận sinh sống tại các bất động sản công tại khu đô thị mới Phấn Lĩnh-Thượng Thủy. 40.000 dân làng sống xung quanh hai trung tâm đô thị này và số còn lại sinh sống tại hai thị trấn nông thôn là Sa Đầu Giác và Đả Cổ Lĩnh.